# 勝野洋
胜野洋（日语：／ Katsuno Hiroshi，1949年7月27日—），本名胜野六洋，日本的电视剧、电影、舞台剧演员。出生于熊本县阿苏郡，毕业于青山学院大学。胜野的首次亮相是在1974年电视连续剧《向太阳怒吼！》中饰演“德克萨斯警官”三上顺，他通过这个角色赢得了极大的知名度。